# Pomo d'Adamo
Il pomo d'Adamo è l'espressione con cui si designa comunemente la sporgenza della cartilagine tiroidea che circonda la laringe, che si osserva in alcuni individui pùberi e adulti in genere di sesso maschile (raramente si intravede anche nelle donne), sulla linea mediana del collo. Nel linguaggio medico viene definito prominenza laringea.

## Descrizione
È presente anche in alcuni animali, come il daino. L'espressione deriva da una leggenda di origine popolare, secondo la quale un boccone del frutto mangiato da Adamo gli sarebbe rimasto incastrato in gola. Il pomo d'Adamo si sposta verso l'alto durante la deglutizione, a seguito dei movimenti delle cartilagini tiroidee; la sporgenza maggiore o minore di questa formazione è in rapporto con lo spessore del pannicolo adiposo sottocutaneo.
Il pomo d'Adamo è una parte del corpo fragile; può essere toccata o maneggiata senza alcun problema, ma se stretta o toccata con pressione in fondo alla gola può causare uno strangolamento.

## Galleria d'immagini

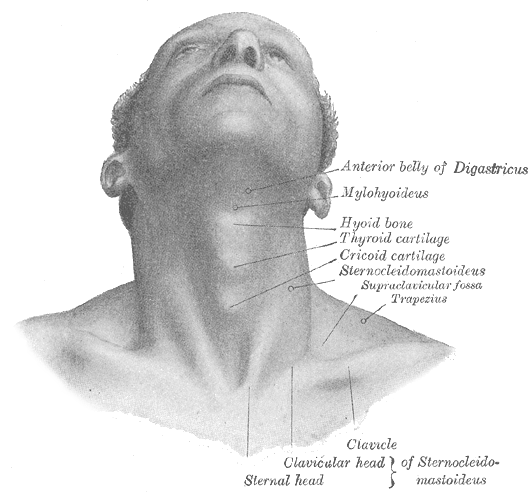
Descrizione anatomica
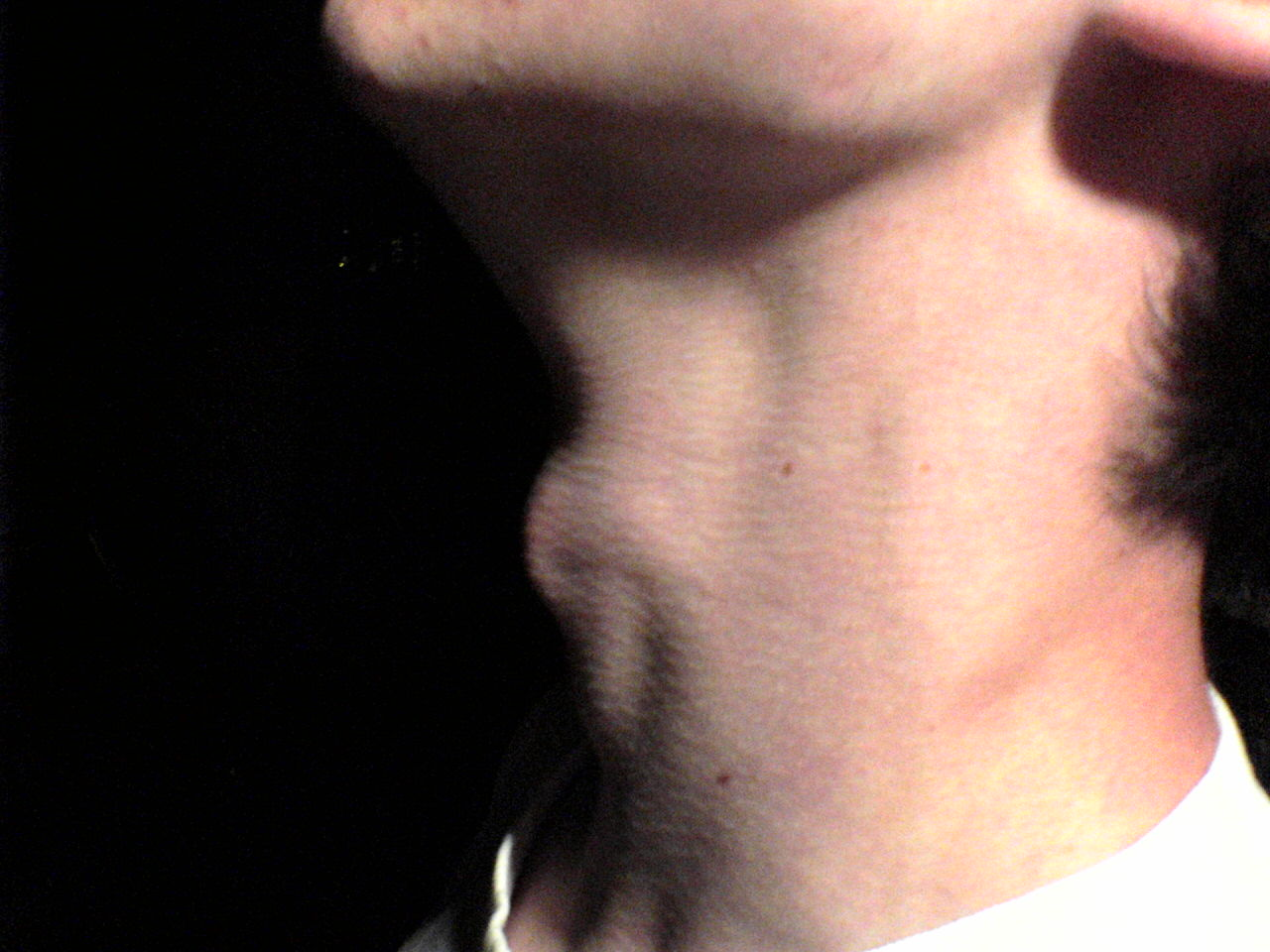
Pomo d'Adamo particolarmente pronunciato
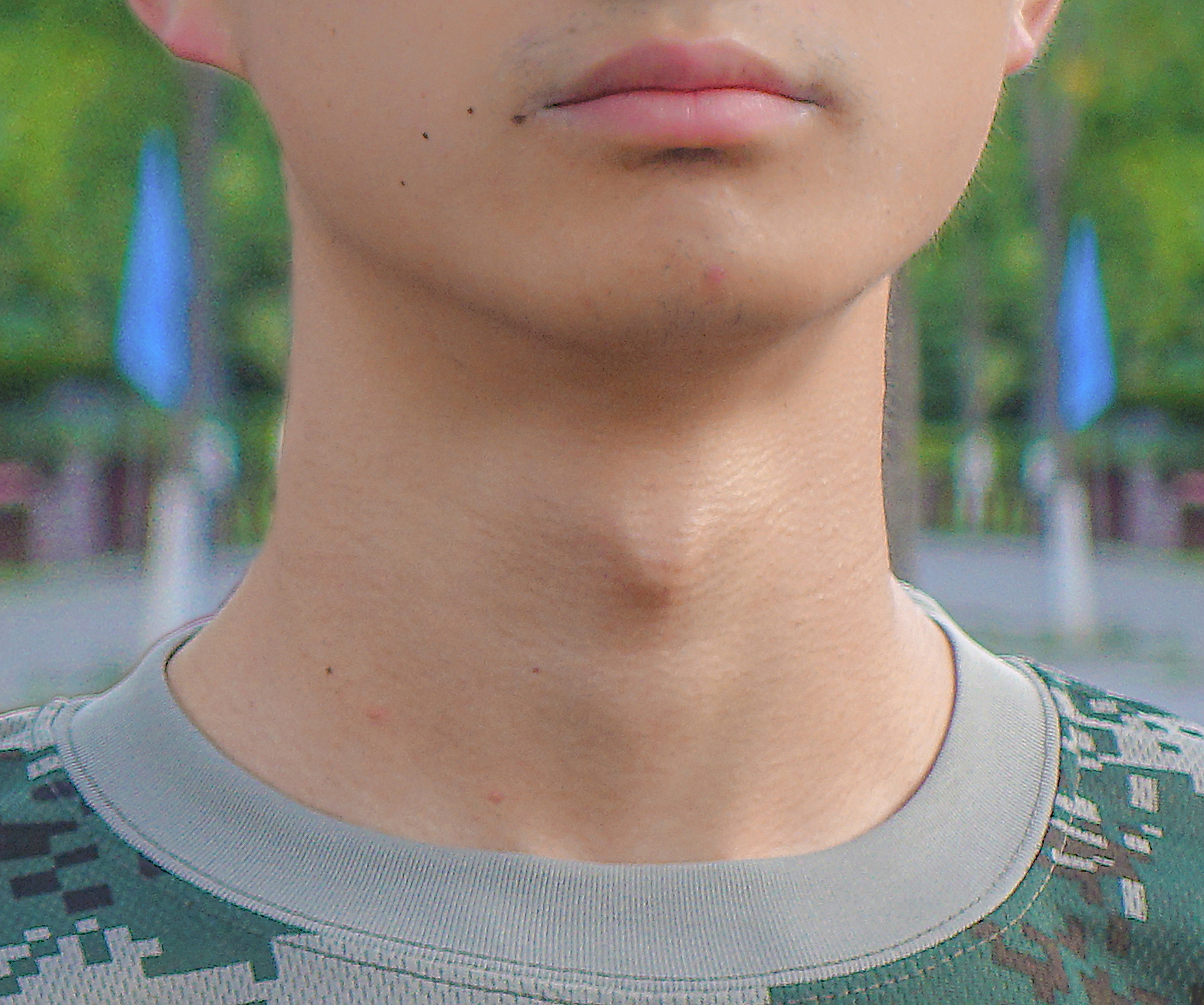
Pomo di Adamo di un ragazzo